# Бийя, Шанталь

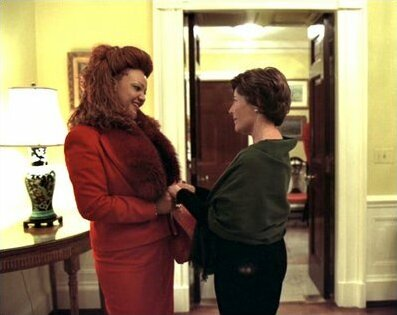
Первые леди Шанталь Бийя (Камерун) и Лора Буш (США) в Жёлтом овальном зале Белого дома (2003).

Шанталь Бийя (фр. Chantal Pulchérie Vigouroux, род. 4 декабря 1970, Димако, Восточный регион) — первая леди Камеруна.

## Биография
Шанталь Бийя родилась в Димако, Восточном регионе Камеруна. Юность провела в Яунде. Её отец был французский экспатриант Жорж Вигуру. Её мать — победительница конкурса Miss Doumé Розетта Ндонго Менголо, позднее была избрана мэром Бангу после муниципальных выборов в июле 2007 года.
23 апреля 1994 года она вышла замуж за 61-летнего президента Поля Бийя, после того как его первая жена Жанна-Ирэн Бия умерла в 1992 году.
Она хорошо известна своими причёсками. Ёе фирменный стиль называется the banane и используется для официальных мероприятий. Бийя популяризировала другие стили; вместе они известны как the Chantal Biya. Она также известна своим экзотическим гардеробом. Среди её любимых дизайнеров высококлассные западные лейблы, такие как Chanel, Dior и Louis Vuitton.
В 1994 году она основала Fondation Chantal Biya, а в 1996 году организовала первый женский Саммит в Яунде; активная организация Jeunesse active pour Chantal Biya является органом Камерунского народно-демократического движения её мужа.
В ноябре 2010 года Бертран Тейу опубликовал книгу под названием La belle de la république bananière : Chantal Biya, de la rue au palais , прослеживая подъём Биия от скромного происхождения до первой леди. Впоследствии ему был назначен двухлетний тюремный срок по обвинению в «оскорблении характера» и организации «незаконной демонстрации» за попытку провести публичную читку книги. Amnesty International и PEN International заявили протест против его ареста и подали апелляции от его имени. Он был освобожден в апреле 2011 года, когда доброжелатель согласился заплатить штраф, чтобы он мог обратиться за лечением в связи с ухудшением своего здоровья.
С 2001 года ежегодно проводится международная шоссейная велогонка Гран-при Шанталь Бийя, названная в её честь.